# Bennett Miller
Bennett Miller (New York, 30 december 1966) is een Amerikaans filmregisseur. Zijn oeuvre bestaat vooral uit biopics. 

## Biografie
Bennett Miller groeide op in een Joodse familie in New York. In zijn jeugd sloot hij vriendschap met scenarioschrijver Dan Futterman en acteur Philip Seymour Hoffman. Hij werkte later met beiden samen bij de film Capote, zijn doorbraak als regisseur. De film werd genomineerd voor vijf Oscars, maar alleen Seymour Hoffman verzilverde zijn nominatie als beste acteur. Later werden ook Brad Pitt en Jonah Hill voor Oscars genomineerd voor hun rollen in Moneyball. Bennet Miller won op het filmfestival van Cannes van 2014 de prijs voor de beste regie met Foxcatcher.

## Filmografie
- The Cruise (1998)
- Capote (2005)
- Moneyball (2011)
- Foxcatcher (2014)

- Biblioteca Nacional de España: XX5364136
- Bibliothèque nationale de France: cb15126351m (data)
- Catàleg d'autoritats de noms i títols de Catalunya: 981058524645506706
- Gemeinsame Normdatei: 132021293
- International Standard Name Identifier: 0000 0001 1468 5686
- Library of Congress Control Number: no2006031620
- Nationale Bibliotheek van Tsjechië: js20060310029
- Nationale Bibliotheek van Israël: 987007374762705171
- Nederlandse Thesaurus van Auteursnamen: 297006282
- Système universitaire de documentation: 110865405
- Virtual International Authority File: 19427939
- WorldCat: E39PBJcWrfDXfbrJMWCC9gPmh3